# Campionato oceaniano femminile di pallacanestro 1974
Il 1º Campionato Oceaniano Femminile di Pallacanestro FIBA 1974 (noto anche come FIBA Oceania Championship for Women 1974) si è svolto dal 10 al 15 ottobre 1974 in Australia.
I Campionati oceaniani femminili di pallacanestro sono una manifestazione biennale tra le squadre nazionali femminili del continente, organizzata dalla FIBA Oceania.

## Squadre partecipanti
- Australia
- Nuova Zelanda

## Gare
|  | Finale        |               |    |    |    |  |
|  |               |               |    |    |    |  |
|  | Australia     | Australia     | 69 | 72 | 75 |  |
|  | Nuova Zelanda | Nuova Zelanda | 42 | 44 | 55 |  |

|  | Australia | 69 – 42 (40-30) | Nuova Zelanda |  |

|  | Australia | 72 – 44 (48-24) | Nuova Zelanda |  |

|  | Australia | 75 – 55 (35-30) | Nuova Zelanda |  |

## Campione
Australia
(1º titolo)

## Classifica finale
| Posizione | Squadra       | Vinte/Perse |
| --------- | ------------- | ----------- |
| Oro       | Australia     | 3–0         |
| Argento   | Nuova Zelanda | 0-3         |